# Міжнародна фундація виборчих систем

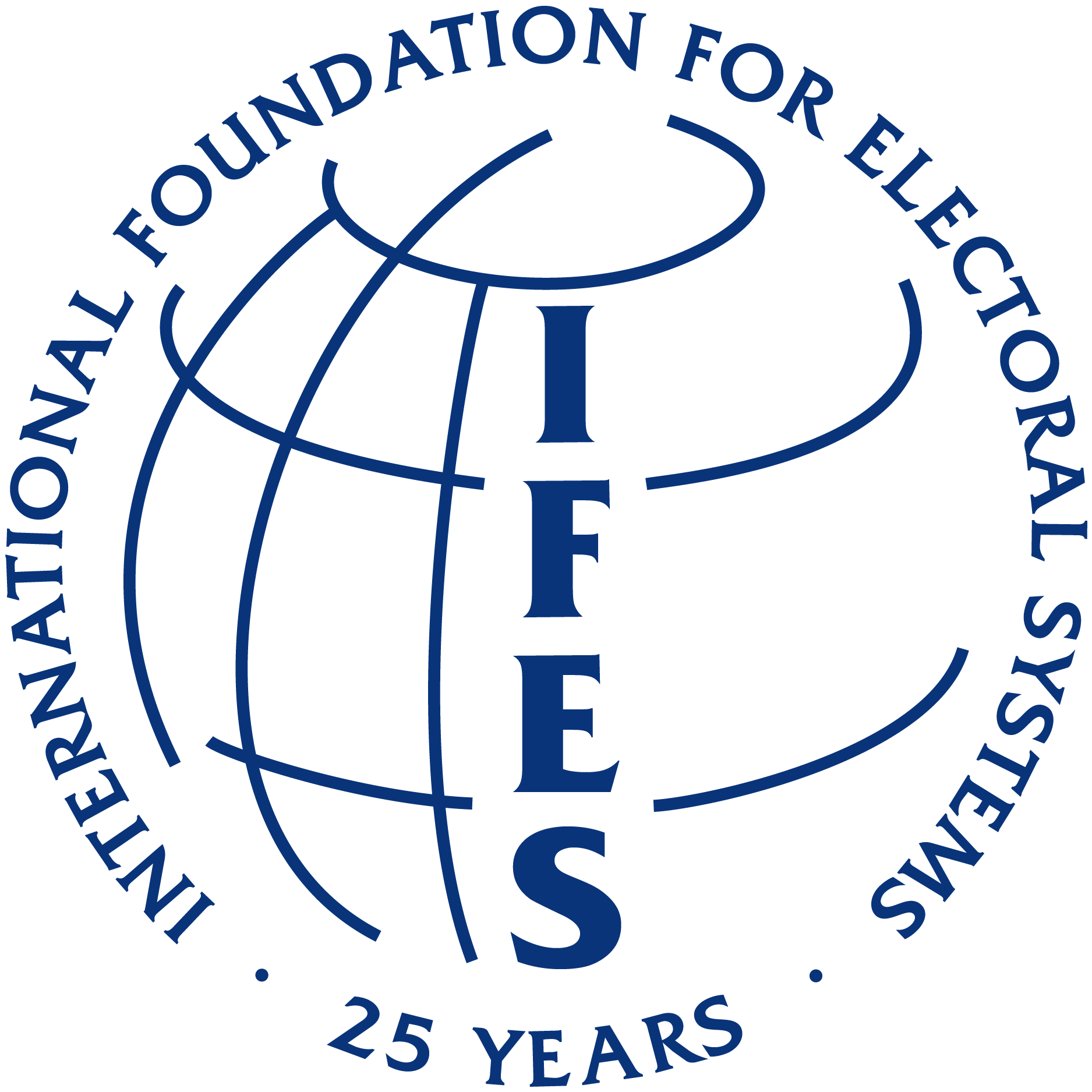
Міжнародна фундація виборчих систем (IFES)

Міжнародна фундація виборчих систем (англ. The International Foundation for Electoral Systems, IFES) – це неприбуткова міжнародна організація, що підтримує право громадян на вільні та чесні вибори. За допомогою своїх знань та досвіду надає незалежну підтримку у розвитку виборчих систем і кваліфікацій,  необхідних для ухвалення збалансованих рішень. Як світовий лідер у просуванні демократії, IFES заохочує просування добросовісного державного управління і дотримання демократичних прав і свобод шляхом надання технічної допомоги виборчим комісіям і розширення прав і можливостей сторін, недостатньо представлених у політичному процесі.  З 1987 року IFES здійснює свою діяльність у більше ніж 145 країнах – як у таких, що розвиваються демократичним шляхом, так і в зрілих демократіях.

## IFES в Україні
З 1994 року Міжнародна фундація виборчих систем (IFES) відіграє ключову роль у становленні демократичних виборчих процесів та інститутів в Україні. За останні два десятиріччя, IFES отримав репутацію надійного джерела інформації для об'єктивного аналізу, оцінки та висококваліфікованої технічної допомоги у сфері реформування виборчого законодавства в цілому та політичного фінансування зокрема, а також адміністрування виборів, посилення спроможності громадянського суспільства і вивчення громадської думки. Ґрунтуючись на багаторічному досвіді, IFES спрямовує свою діяльність на сприяння належному управлінню та забезпеченню демократичних прав в умовах зміни політичного ландшафту України. Станом на 2020 рік IFES реалізувала в Україні три проекти: 1) Програма «Відповідальна та підзвітна політика в Україні», що фінансується Агентством США з міжнародного розвитку, 2) Проект «Забезпечення ефективної участі громадян у впровадженні реформ для ґендерної рівності», що фінансується Міністерством міжнародних справ Канади, та 3) Проект «Зміцнення законодавчих та виборчих процесів шляхом посилення громадської участі та надання технічної допомоги», що фінансується Британською допомогою від уряду Великої Британії (UKaid).
З 1994 до 2015 року IFES проведено 25 загальнонаціональних опитувань з суспільно-політичних питань, ставлення громадян, серед іншого, до демократії і виборів. Результати таких досліджень дозволили IFES розставити пріоритети у наданні технічної допомоги та надавати актуальну і змістовну інформацію й аналітичні матеріали донорам та дослідникам. Порівняльний аналіз дозволяє визначити основні тренди громадської думки та відстежувати трансформацію суспільної свідомості українців у ставленні до демократичних перетворень з перших років після здобуття незалежності, у період до «Помаранчевої революції» та після неї, а також під час Євромайдану. Останнє всеукраїнське опитування, яке проводилося IFES у вересні 2015 року, дозволило отримати дані щодо різноманітних питань – поточної політичної ситуації, місцевих виборів, кроків у напрямі євроінтеграції, ставлення до корупції та політичної реформи.